# Arthur Furer
Arthur Furer (* 28. März 1924 in Worb; † 8. November 2013 in Bern) war ein Schweizer Musiker und Komponist.

## Leben und Wirken
Furer studierte an der Universität Bern und war Solobratschist im Berner Kammerorchester und Geiger im Berner Symphonieorchester und unter anderem im Kammerensemble von Radio Bern. Von 1952 bis 1988 war er Musiklehrer am Städtischen Seminar Marzili und leitete Chöre. 1955 wurde er beim 6. Concorso Internazionale di Musica „G. B. Viotti“ ausgezeichnet. Auch wegen eigener Komposition wurde er 1966 mit dem Pro-Arte-Stiftungspreis ausgezeichnet, und 1984 mit dem Musikpreis des Kantons Bern. Nach eigenen Worten war er „[k]einer zeitgenössischen Schule verbunden“.